# Vaccinium iteophyllum
Vaccinium iteophyllum är en ljungväxtart som beskrevs av Henry Fletcher Hance. Vaccinium iteophyllum ingår i Blåbärssläktet, och familjen ljungväxter. Utöver nominatformen finns också underarten V. i. glandulosum.